# Paramecium bursaria
Paramecium bursaria (teilweise auch Grünes Pantoffeltierchen) ist eine Art in der Gattung der Pantoffeltierchen (Paramecium) aus dem Stamm der Wimperntierchen (Ciliophora). Sie lebt in Symbiose mit Grünalgen (Zoochlorellen). Diese liegen im Rindenplasma fest oder schwimmen im Endoplasma.
Seine Größe beträgt 90 bis 150 μm. Es besitzt zwei kontraktile Vakuolen. Der Makronukleus ist birnenförmig. Der Schlundtrichter ist bewimpert.
Paramecium bursaria lebt in stehenden und nährstoffreichen Gewässern

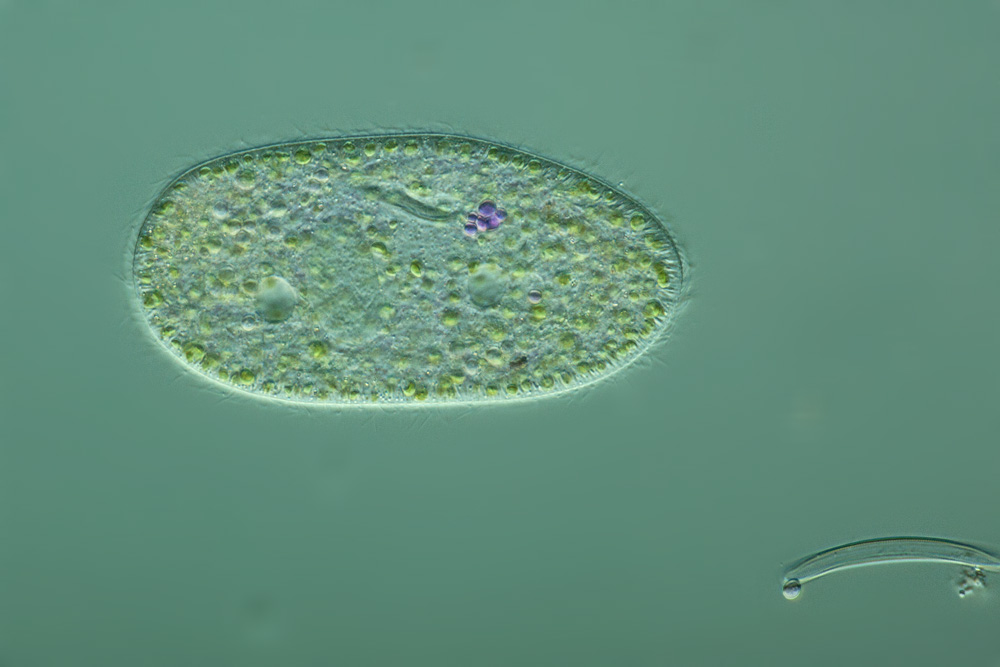
Paramecium bursaria